# Ulex europaeus
Улекс європейський (Ulex europaeus) — вид рослин родини бобові.

## Назва
В англійській мові рослина має ряд назв (англ. gorse, англ. common gorse, англ. furze, англ. whin), які перекладаються на українську як «дрік».

## Будова
Вічнозелений чагарник висотою 2-3 м. Листя трансформоване у зелені шипи, проте молода рослина має нормальне трійчасте листя. Росте швидко. Численні квітки жовті, запашні. Має довгий період цвітіння, інколи квітне цілий рік. Плід — стручок з 2-3 горошинами. Може відростати після пожежі з коріння, витримує морози до −20 °C. Надзвичайно живуча рослина.

## Поширення та середовище існування
Походить з європейського узбережжя Атлантичного океану. Інвазивний вид, що поширився по різних континентах, де створює великі проблеми (особливо в США, Новій Зеландії, Шрі Ланці), витісняючи місцеві види.

## Практичне використання
Використовують для живоплотів. Виведені декоративні сорти «Strictus», «Flore Pleno».
Гілки можна давати на корм худобі. Перед годуванням гілки потрібно почавити.

## Галерея

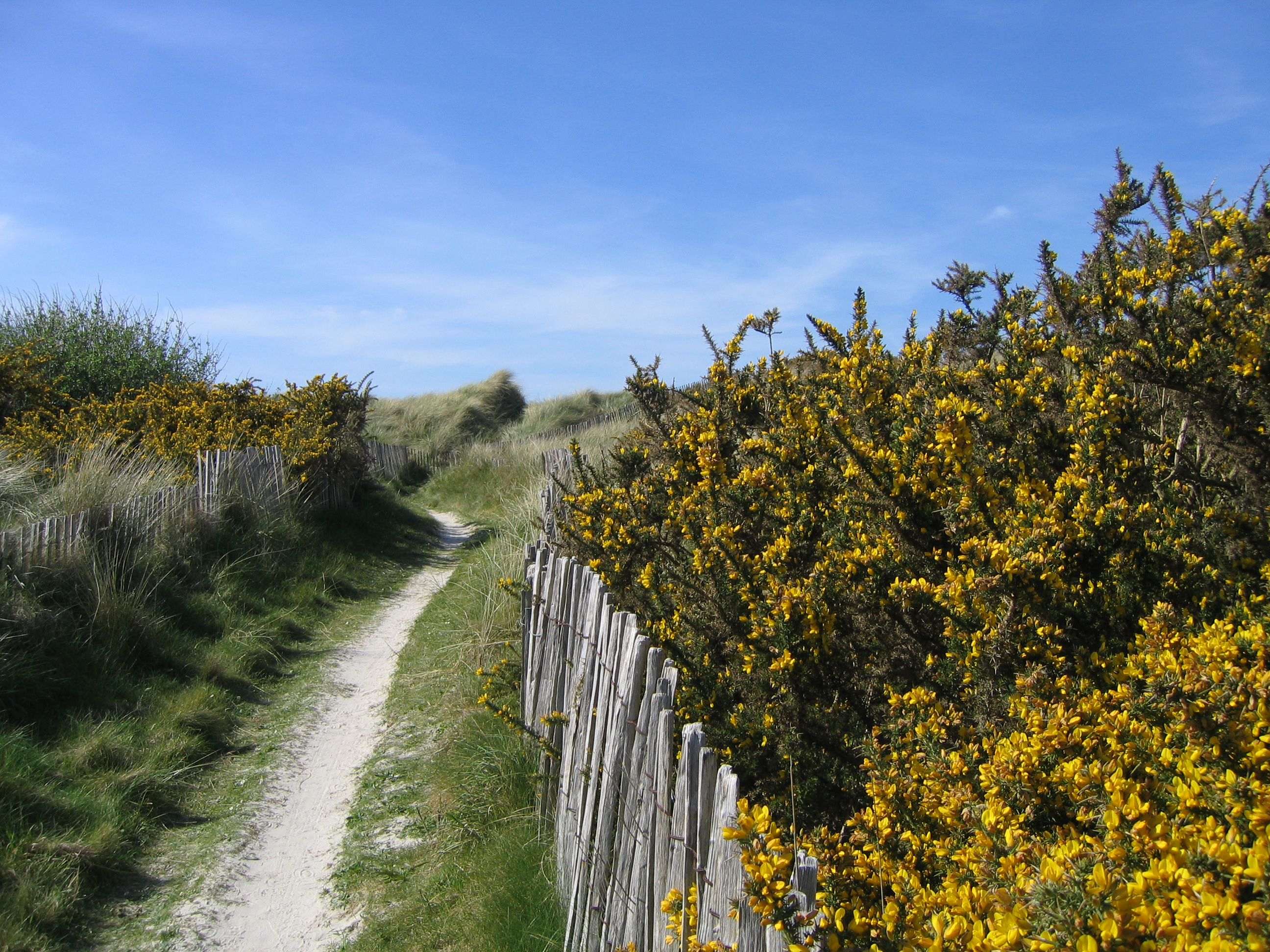
Дюни зарослі улексом
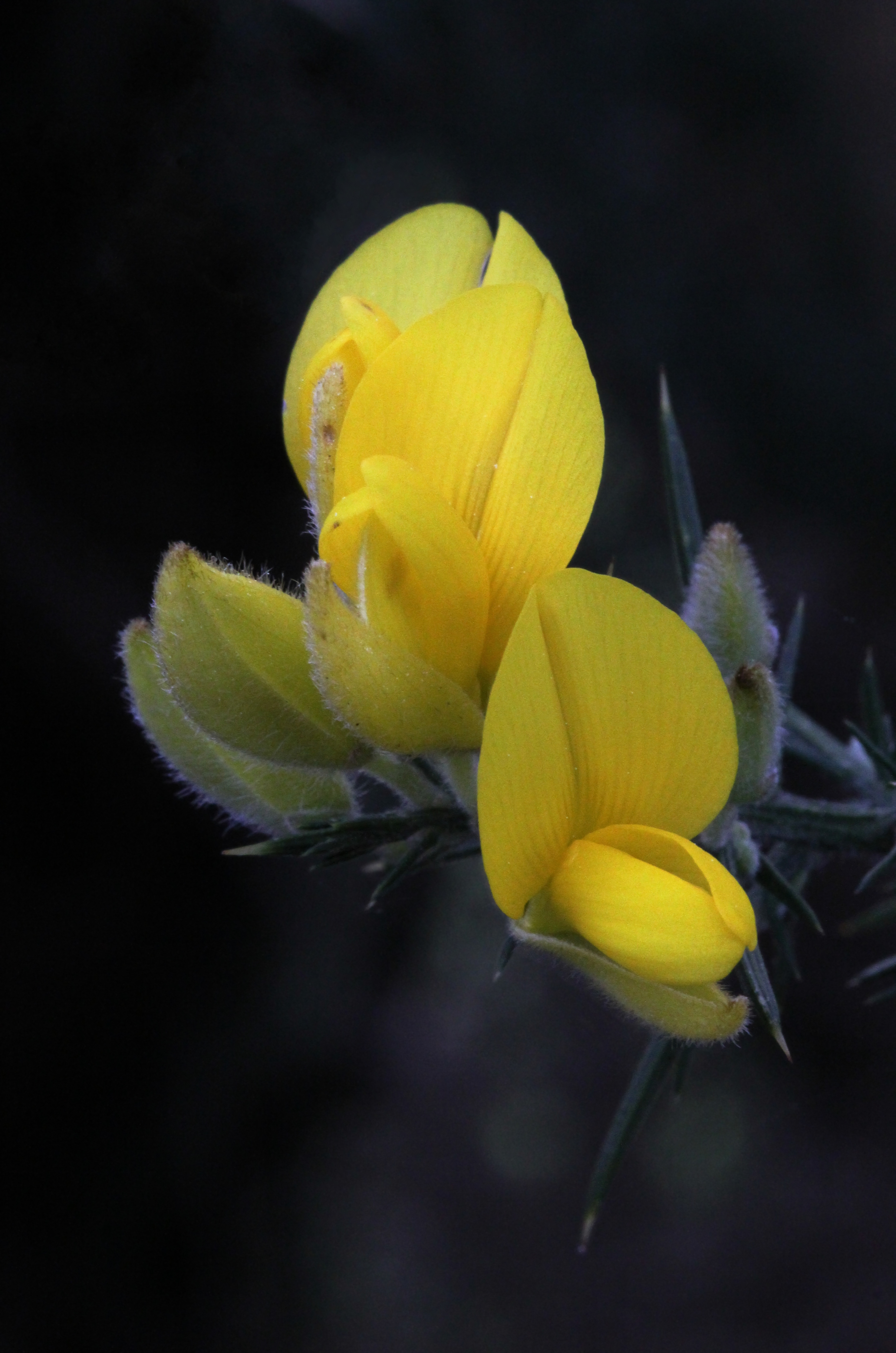
Квітка
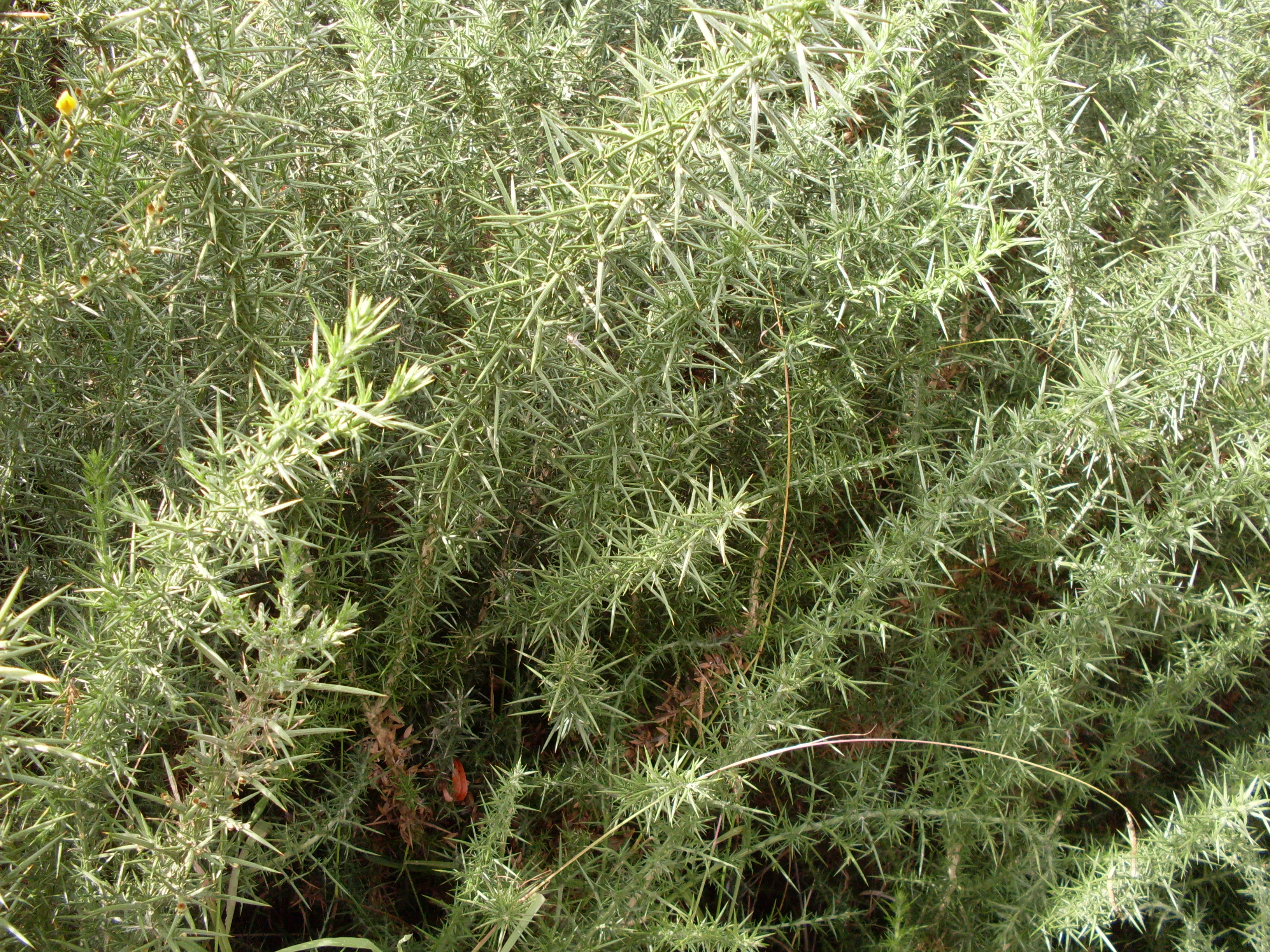
Гілки
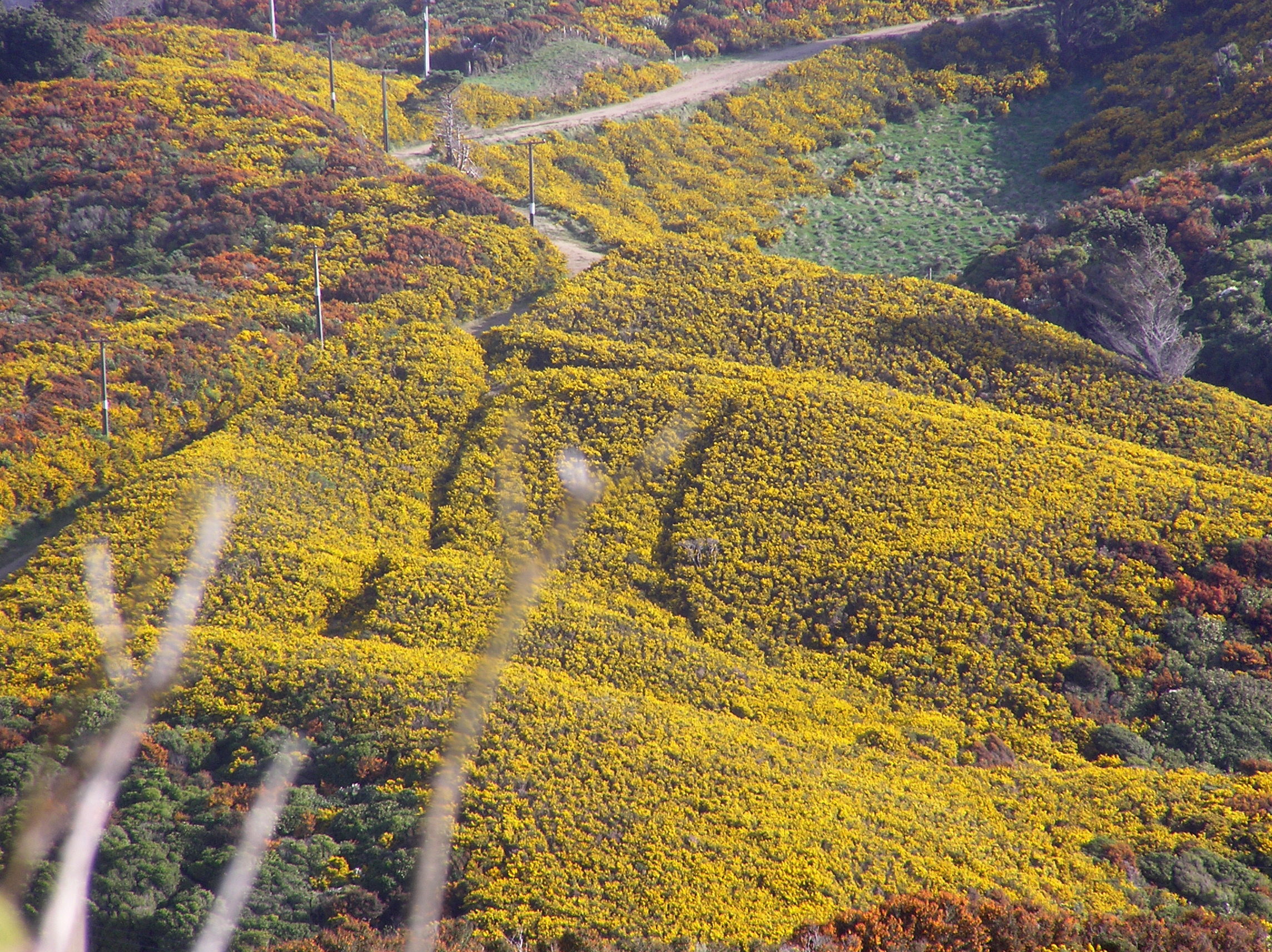
Зарості улекса у Новій Зеландії
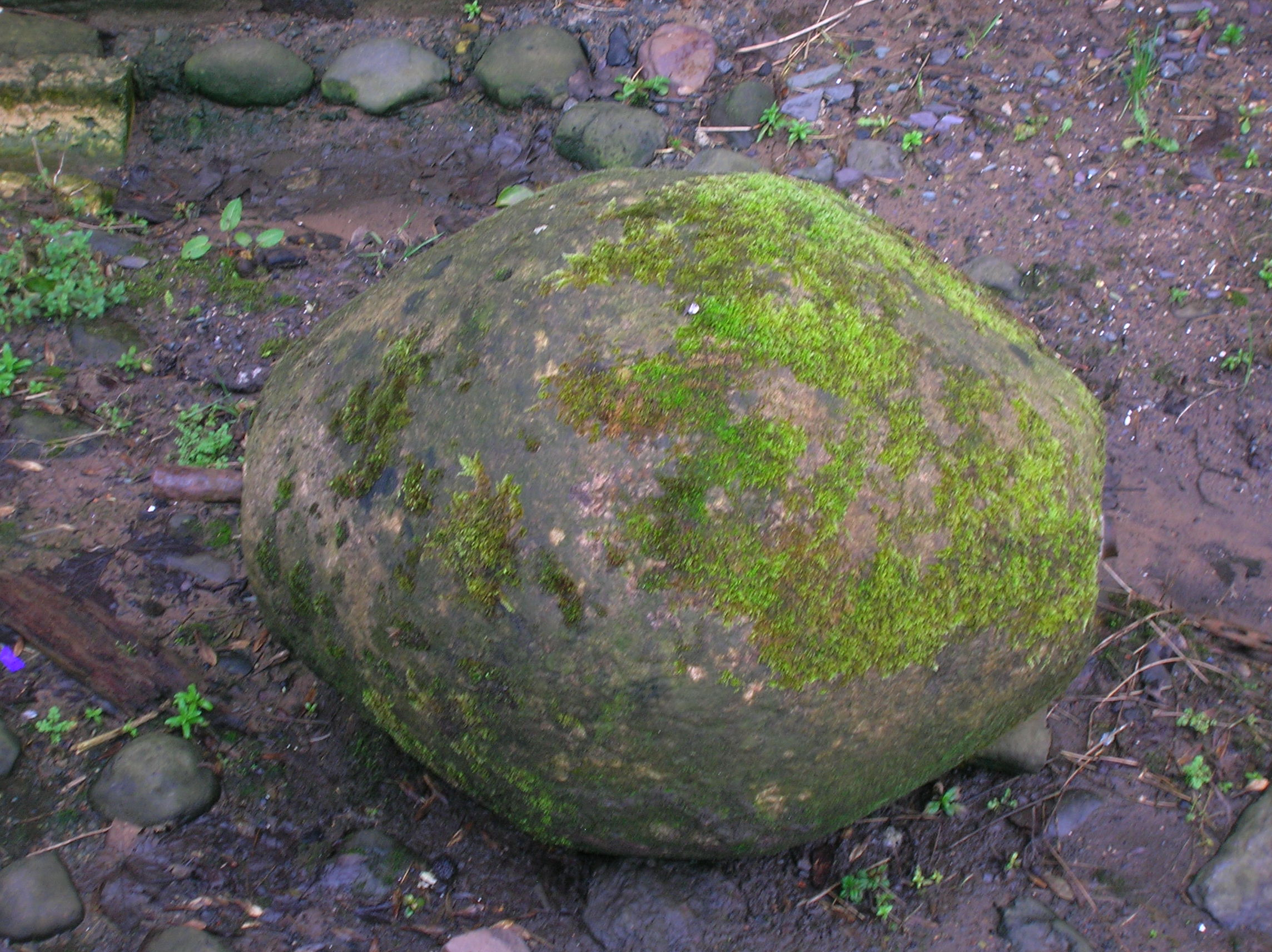
Камінь для чавлення улексу